# المدرسة الصالحية (تونس)
المدرسة الصالحية هي من أواخر مدارس سكنى الطلبة التي أقيمت بمدينة تونس، وكان ذلك ببادرة من أحد الخواص.

## موقعها

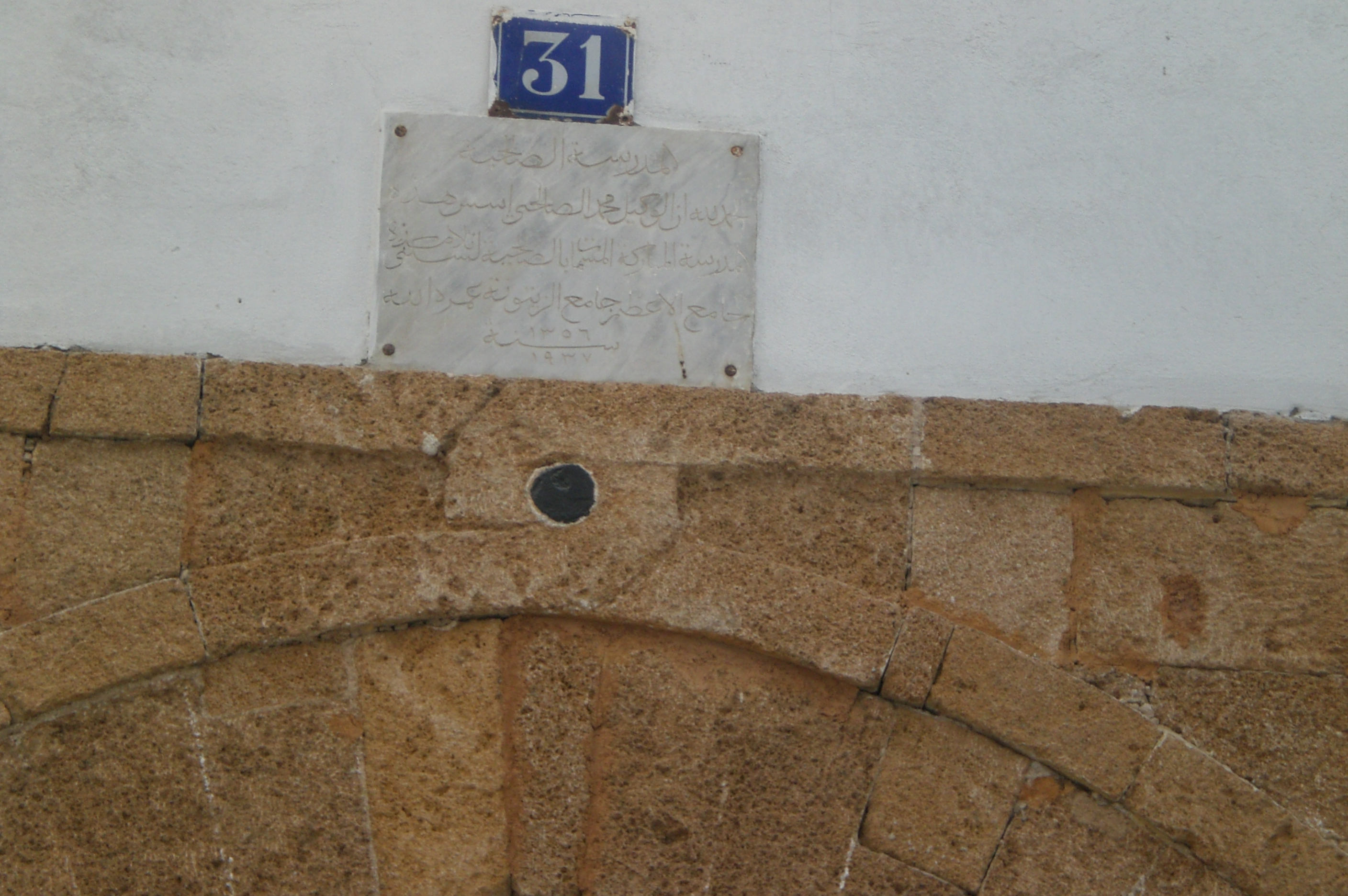
نقيشة على أعلى مدخل المدرسة الصالحية

تقع المدرسة الصالحية بنهج سيدي بن عروس، عدد 31 بقلب المدينة العتيقة، وهذا النهج يفضي من الجهة الجنوبية إلى جامع الزيتونة، بما يجعل هذه المدرسة من أقرب المدارس إليه. وموقع المدرسة الصالحية يوجد غير بعيد عن تقاطع نهجي سيدي بن عروس والقصبة، بما يجعلها كذلك قريبة من مقر الحكومة وعدد من المؤسسات الدينية والإدارية الأخرى، فضلا عن أن نهج سيدي بنعروس كان يؤوي الكثير من مكاتب الوكلاء أو المحامين ومن بينهم مؤسسها.

## تأسيسها
قام بعض الخواص فيما بين عامي 1928 و1938 بتأسيس عدد من المبيتات التي سميت مدارس السكنى لإيواء الطلبة الزيتونيين الذين تزايد عددهم بصفة ملحوظة في فترة ما بين الحربين خاصة، فظهرت على التوالي المدرسة القاسمية والمدرسة الدغرية عام 1928، والمدرسة الحمزية عام 1929 ومدرسة الهداية عام 1938. أما المدرسة الصالحية فقد تأسست عام 1937 وتنسب إلى مؤسسها الوكيل محمد الصالحي، وقد جاء في النقيشة التي تعلو بابها «المدرسة الصالحية، الحمد لله إن الوكيل محمد الصالحي أسس هذه المدرسة المباركة المسماة بالصالحية لسكنى تلامذة الجامع الأعظم جامع الزيتونة عمره الله، سنة 1356 1937». علما وأن هذا الوكيل ذو تكوين زيتوني، وقد بدأ مشواره الوظيفي في بداية عهد الحماية وتحديدا في سبتمبر 1885، وكان مكتبه ب28 نهج سيدي بنعروس أي في الجهة المقابلة للمدرسة التي حملت اسمه وكان قد أسسها في أواخر حياته وحبسها على الطلبة الزيتونيين. أما سياسيا فتكفي الإشارة إلى أنه قد أرسل من قبل نظام الحماية لحضور مؤتمر الخلافة المنعقد في القاهرة عام 1926.

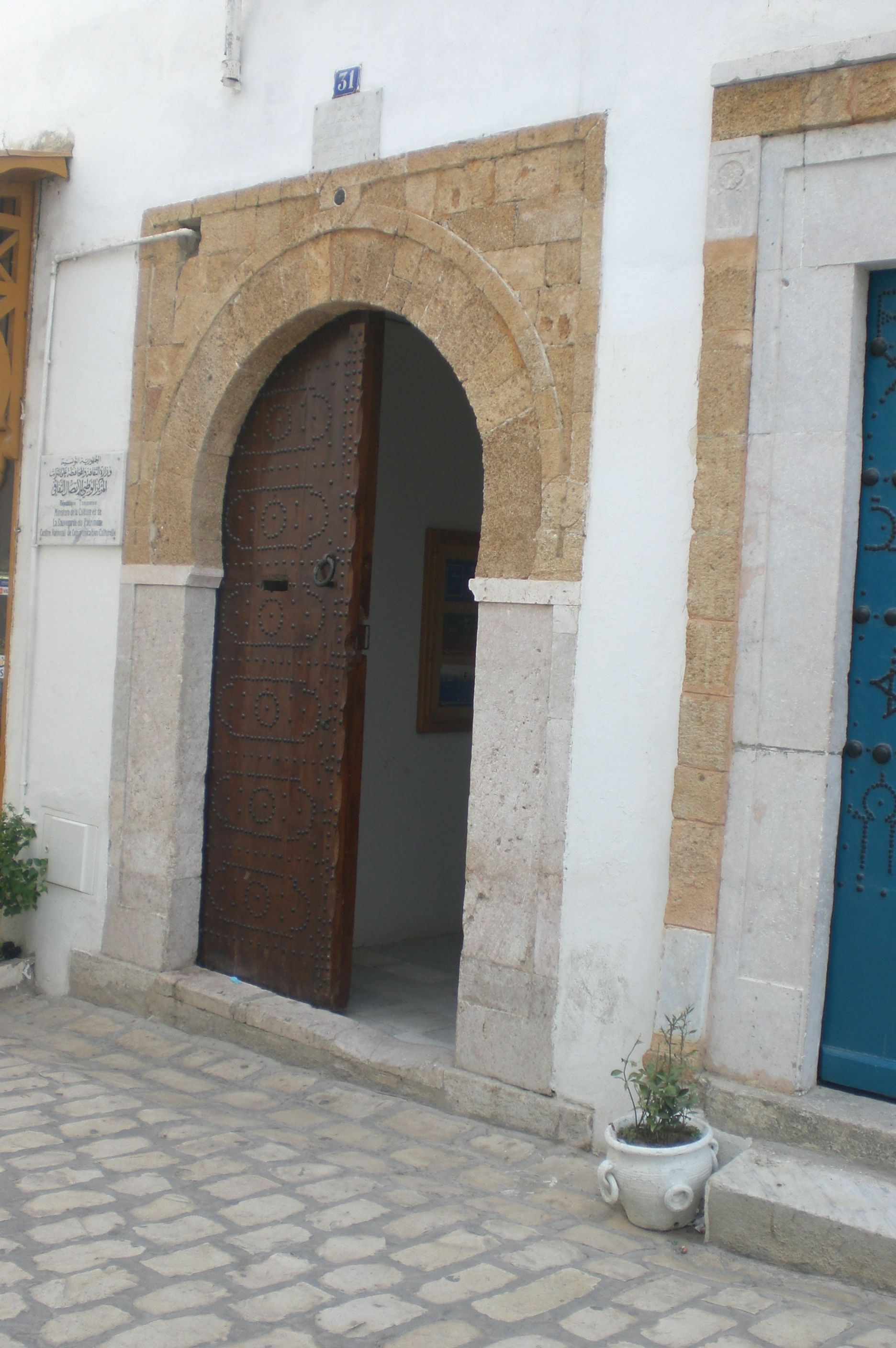
الباب الخارجي للمدرسة الصالحية

## وصفها
يفتح باب المدرسة على رواق يفضي إلى ساحة تحيط بها مجموعة من الغرف الموزعة على طابقين أرضي وعلوي، كانت مخصصة لسكنى الطلبة، وقد وصف أحمد صوة في مذكراته وضعية الإقامة بها في الخمسينات فقال: «انتقلنا إلى المدرسة الصالحية بنهج سيدي بن عروس وكنا ثلاثة أنا وأخي وعلي عياد ثم التحق بنا عبد العزيز بن محمد حشانة فأصبحنا أربعة نعيش في ثمانية أمتار مربعة نستعملها للنوم والمراجعة والطبخ والخزين». أما بعد الاستقلال فقد وقع ترميم هذه المدرسة لتصبح مقرا للمركز الوطني للاتصال الثقافي التابع لوزارة الثقافة والمحافظة على التراث والذي يقوم بنشر سلسلة «ذاكرة وإبداع» التي تعرف بأعلام الثقافة التونسيين وبإنتاجهم.[بحاجة لمصدر]

## إشارات مرجعية
1. ↑  محمد بن الخوجة، تاريخ معالم التوحيد في القديم وفي الجديد، دار الغرب الإسلامي، بيروت 1985، 328-331